# 克斯托沃
56°9′N 44°12′E / 56.150°N 44.200°E
克斯托沃（俄语：Ксто́во，Kstovo）是俄羅斯下諾夫哥羅德州中部的一個城市，是克斯托沃區之行政中心。位於伏爾加河畔。克斯托沃城市之2002年人口66,944人,全县之人口113,703人。
14世紀開埠，1950年代興建新城區，1957年設市。

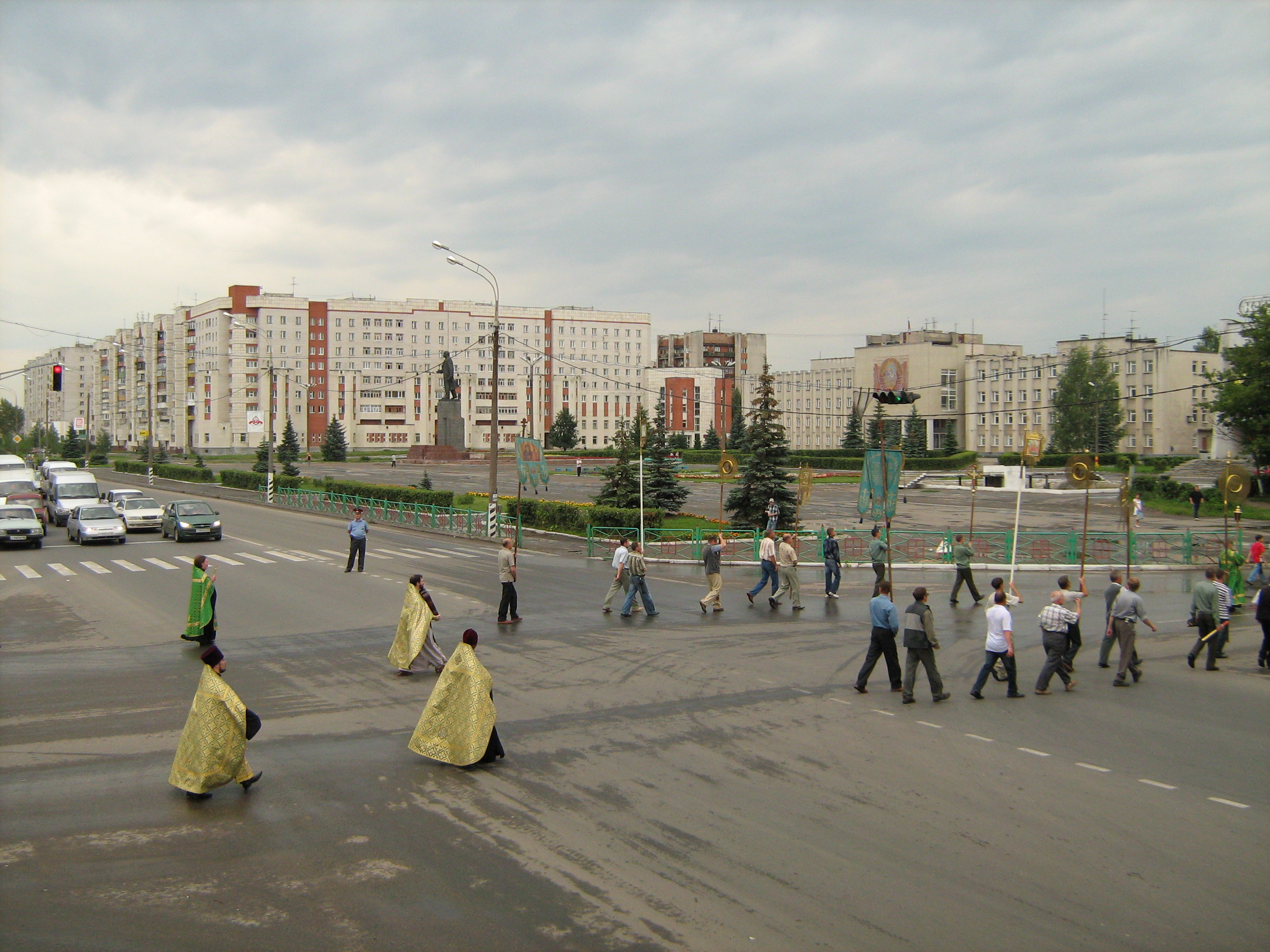
列宁广场
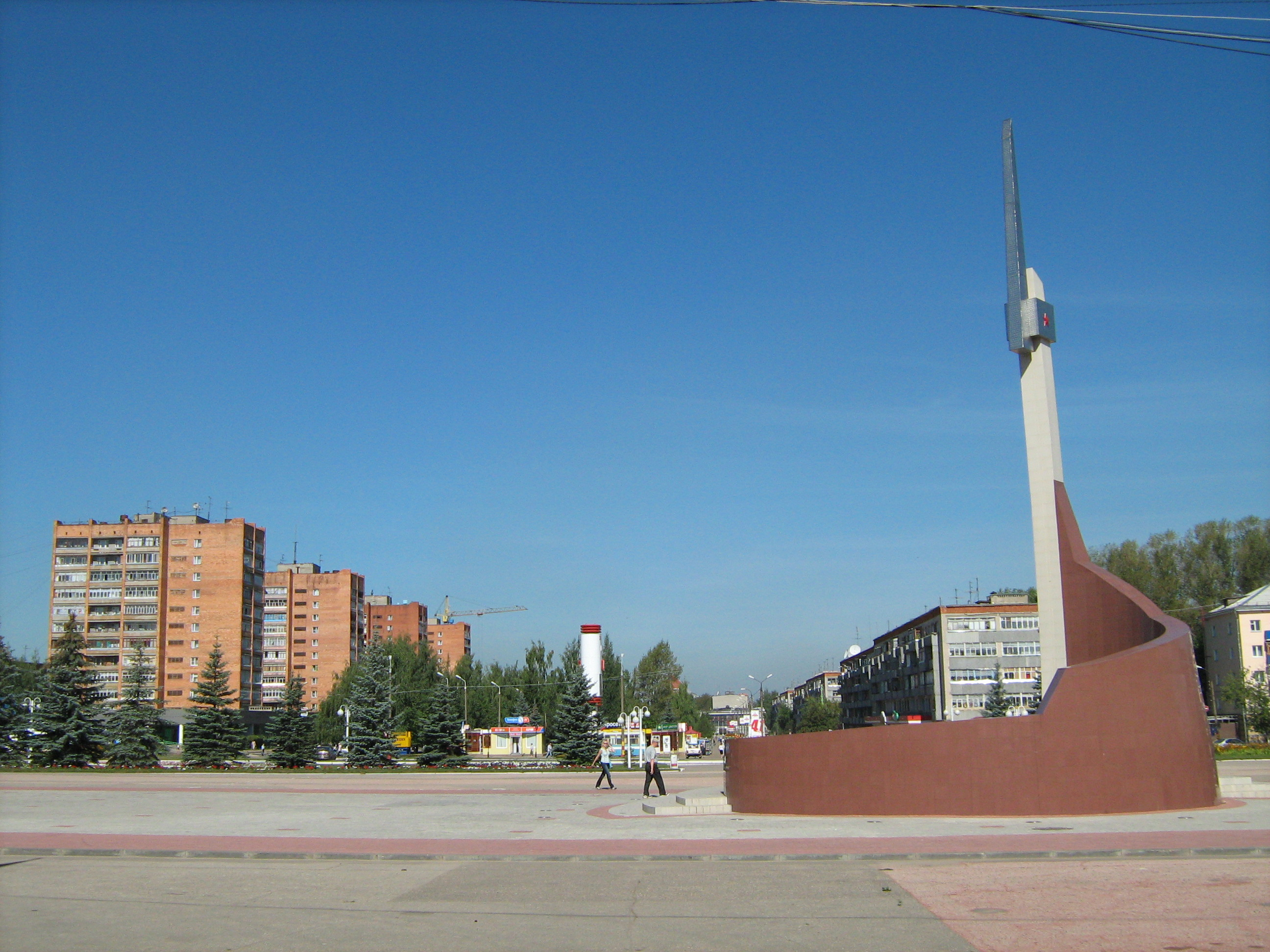
和平街与第二次世界大战纪念碑
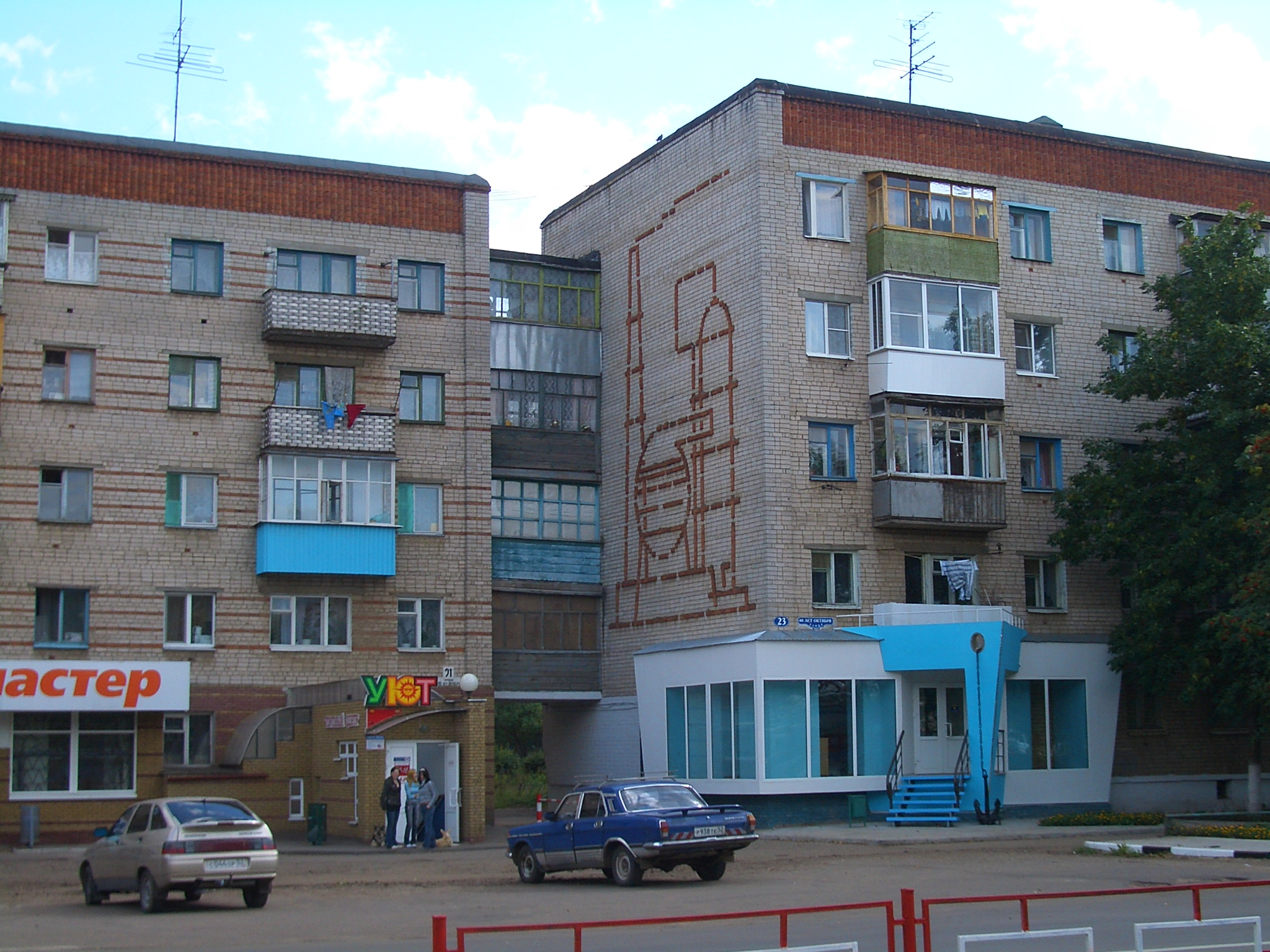
1970时代之住房区
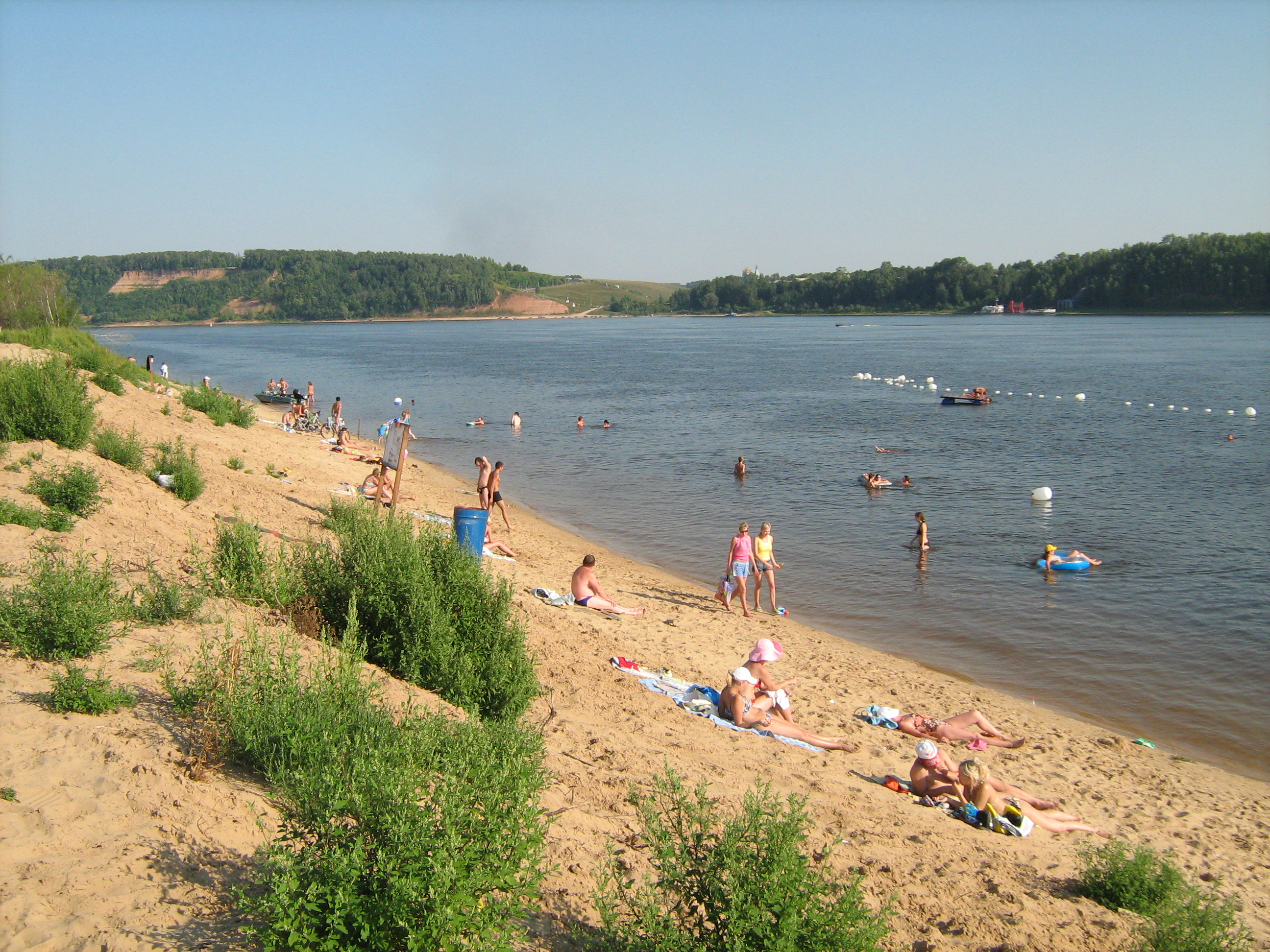
伏爾加河沙滩
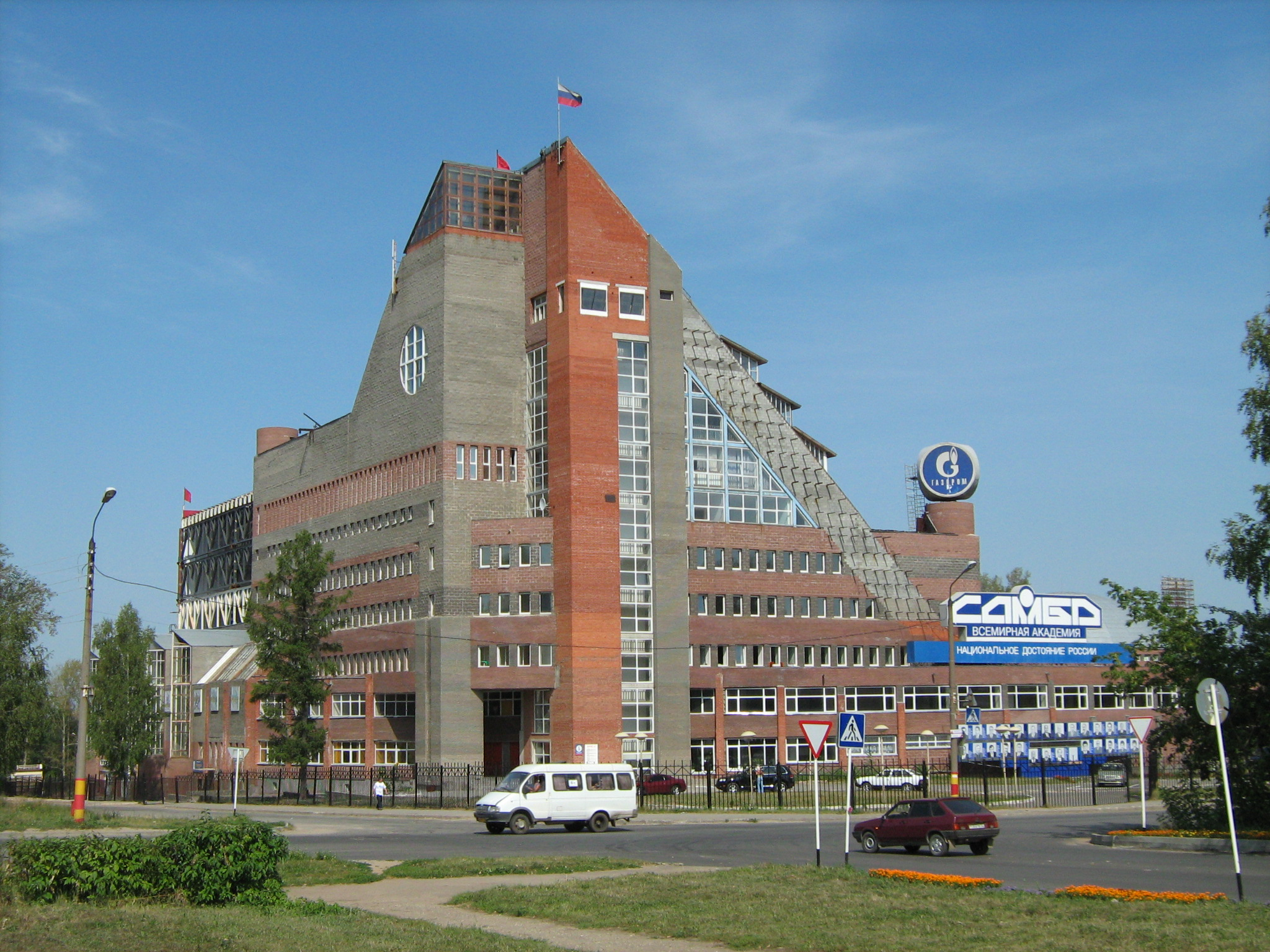
桑搏学院
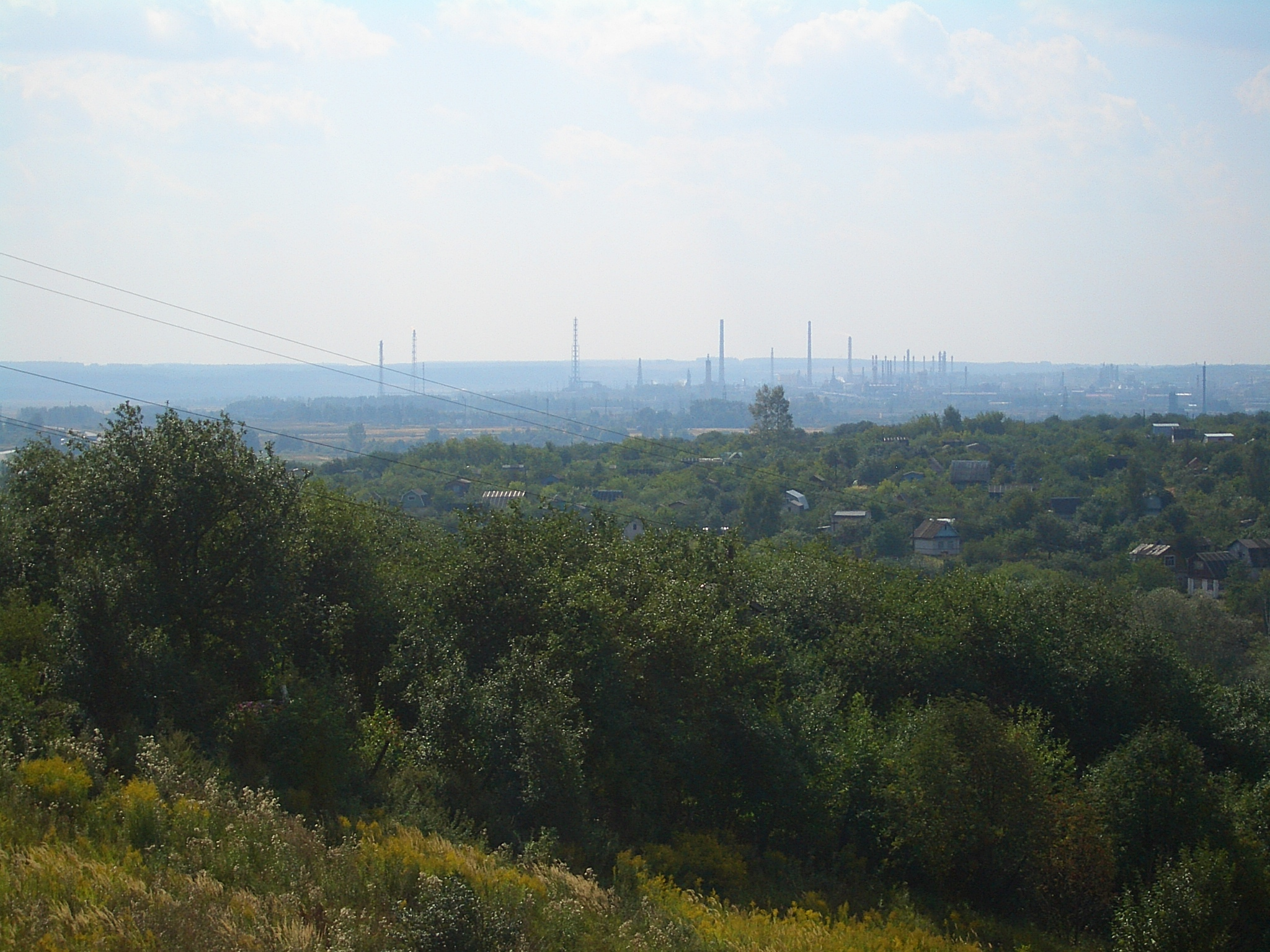
农民之茅舍和炼油厂、石油化厂之烟囱